# استيطان جنوب شرق آسيا
راجع البشر القدامى في جنوب شرق آسيا للتعرف على الوجود المبكر للبشر القدامى.
تم الوصول إلى جنوب شرق آسيا لأول مرة من قبل الإنسان الحديث تشريحياً في موجتين متميزتين قبل 50000 عام، ربما أولاً قبل 70000 عام. تم العثور على أقدم حفرية بشرية حديثة من الناحية التشريحية من جنوب شرق آسيا في كهف كالاو، بالقرب من بينابلانكا، كاجايان، ويرجع تاريخها إلى 67000 عام في عام 2010. يُقترح أن البشر المعاصرين تشريحًا وصلوا إلى جنوب شرق آسيا مرتين في سياق هجرات التشتت الجنوبي أثناء وبعد تشكيل كليد شرق آسيوي متميز ، منذ حوالي 50000 عام.

## الاكتشافات الأثرية
في آسيا، تم العثور على أحدث الحفريات البشرية القديمة المتأخرة في الصين (125-100 كا) ، والفلبين (58-24 م)، وماليزيا (سي 40 م)، وسريلانكا (36 م). تشتمل القطع الأثرية من هذه المواقع على هيكل عظمي جزئي ، وقحف ، وجمجمة عميقة ، وهياكل عظمية أخرى ذات صلة تشير إلى أن الإنسان الحديث هاجر إلى آسيا في وقت أبكر مما قد تناقش النظرية الغربية.

## علم الوراثة

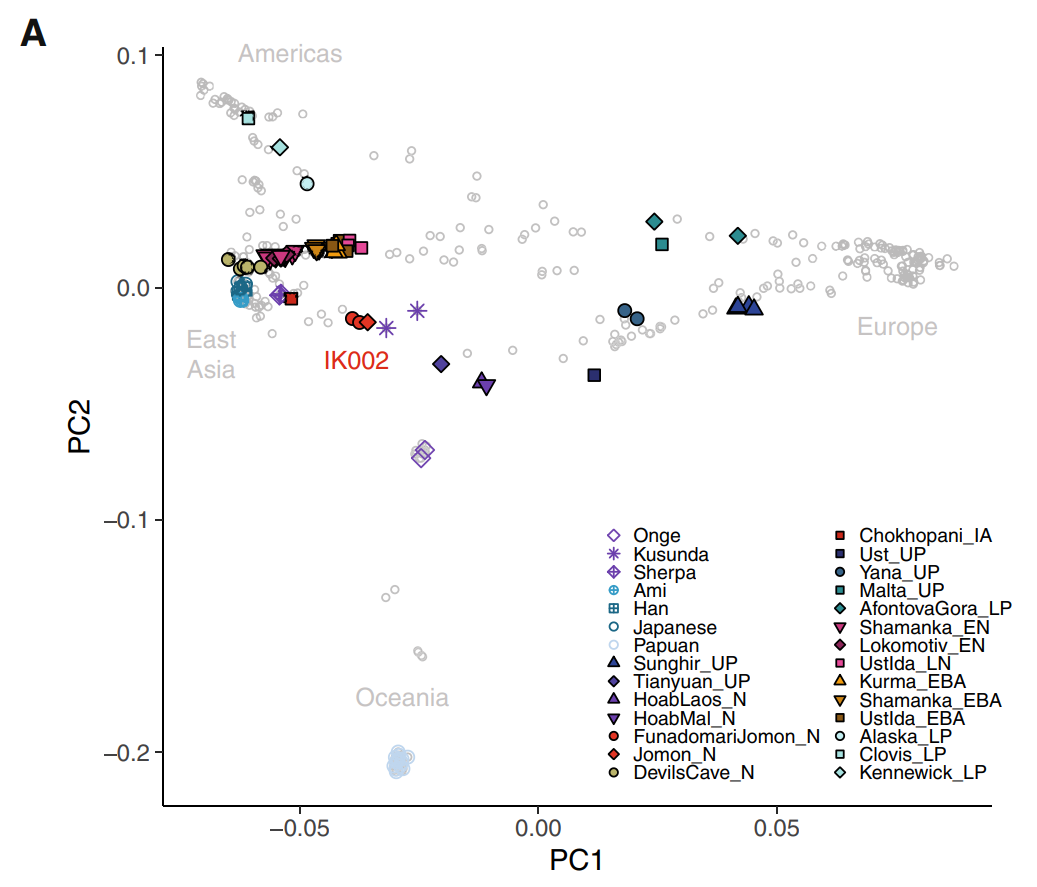
تحليل المكون الرئيسي (PCA) للأفراد القدامى والحاليين من سكان العالم بعد التوسع خارج إفريقيا.

وجدت إحدى الدراسات (Chaubey 2015) دليلاً على تدفق الجينات القديمة من المجموعات المرتبطة بشرق آسيا إلى شعب Andamanese ، مما يشير إلى أن Andamanese (Onge) كان لديها حوالي 30 ٪ من أصول شرق آسيا بجانب أسلافهم Negrito الأصلي ، على الرغم من أن المؤلفين يقترحون أيضًا أن هذا الاكتشاف الأخير قد يعكس في الواقع التقارب الجيني للأندامانيين مع السكان الميلانيزيين وجنوب شرق آسيا وآسيا نيجريتو بدلاً من خليط شرق آسيوي حقيقي (مشيرًا إلى أن "أسلاف الهان المقاسة في أندامان نيجريتو ربما تلتقط جزئيًا كل من ميلانيزي وماليزيا نيجريتو السلالة ") ،  كدراسة سابقة أجراها المؤلفون (Chaubey وآخرون) أشارت إلى" أصل مشترك عميق "بين أندامانيز وميلانيزي ومجموعات نيجريتو أخرى (بالإضافة إلى سكان جنوب آسيا) ، وتقارب بين نيجريتو جنوب شرق آسيا والميلانيزيون مع شرق آسيا.